# Syllepte azadesalis
Syllepte azadesalis là một loài bướm đêm trong họ Crambidae.